# 雪
雪 est un sinogramme et un kanji composé de 11 traits. Il signifie neige. Il fait partie des kyôiku kanji de 2e année.
Xǔe en est la transcription en pinyin. Il se lit セツ (setsu) en lecture on et ゆき (yuki) en lecture kun.
Son caractère Unicode est 96EA.

## Utilisation
Il peut aussi s'agir d'un prénom qui peut faire référence à :
- Shen Xue, une patineuse artistique chinoise ;
- Zhao Xue (1985-), une joueuse d'échecs chinoise ;

et aussi :
- Yulong Xue Shan, un mont situé en Chine.

## Crédits d'auteurs
- Cet article est partiellement ou en totalité issu de l'article intitulé « 雪 (kanji) » (voir la liste des auteurs).

- Cet article est partiellement ou en totalité issu de l'article intitulé « 雪 (sinogramme) » (voir la liste des auteurs).